# Menhir de Zorrotzarri
Le menhir de Zorrotzarri, connu également sous le nom de Zorrotzarriko zutarria, est un mégalithe datant du Néolithique ou de l'Âge du bronze situé dans la province du Guipuscoa, dans les Montagnes basques.

## Situation
Le monolithe se trouve à 1 178 mètres d'altitude. Il est situé au pied du mont Peru-Aitz, dans le massif d'Aizkorri.
Les villages les plus proches sont Arantzazu au nord-ouest, et Zegama au nord-est.

## Description
Le menhir, de petite taille, mesure 1,35 m de hauteur pour 0,54 m de largeur et 0,60 m d'épaisseur. C'est un bloc de grès enfoncé dans le sol sur 75 cm de profondeur.

## Histoire
Le menhir de Zorrotzarri est découvert (ou signalé) en 1919 par le bascologue José Miguel de Barandiarán Ayerbe.